# Ancienne église Saint-Georges de Molsheim
L'ancienne église Saint-Georges de Molsheim était l'église paroissiale de la ville du XVIe siècle à sa destruction en 1780. Elle était construite dans le cœur historique de la ville médiévale, à l'emplacement de l'actuelle place du Marché, et consacrée à Georges de Lydda. Très endommagée, elle est détruite pour cause de vétusté peu avant la Révolution. C'est alors l'église des Jésuites, construite en 1617, qui la remplace en tant qu'église paroissiale, en reprenant le vocable « Saint-Georges ».

## Localisation et dédicace
L'église Saint-Georges était située dans la partie haute de la ville, sur l'actuelle place du Marché. Elle est consacrée à Georges de Lydda.

## Histoire

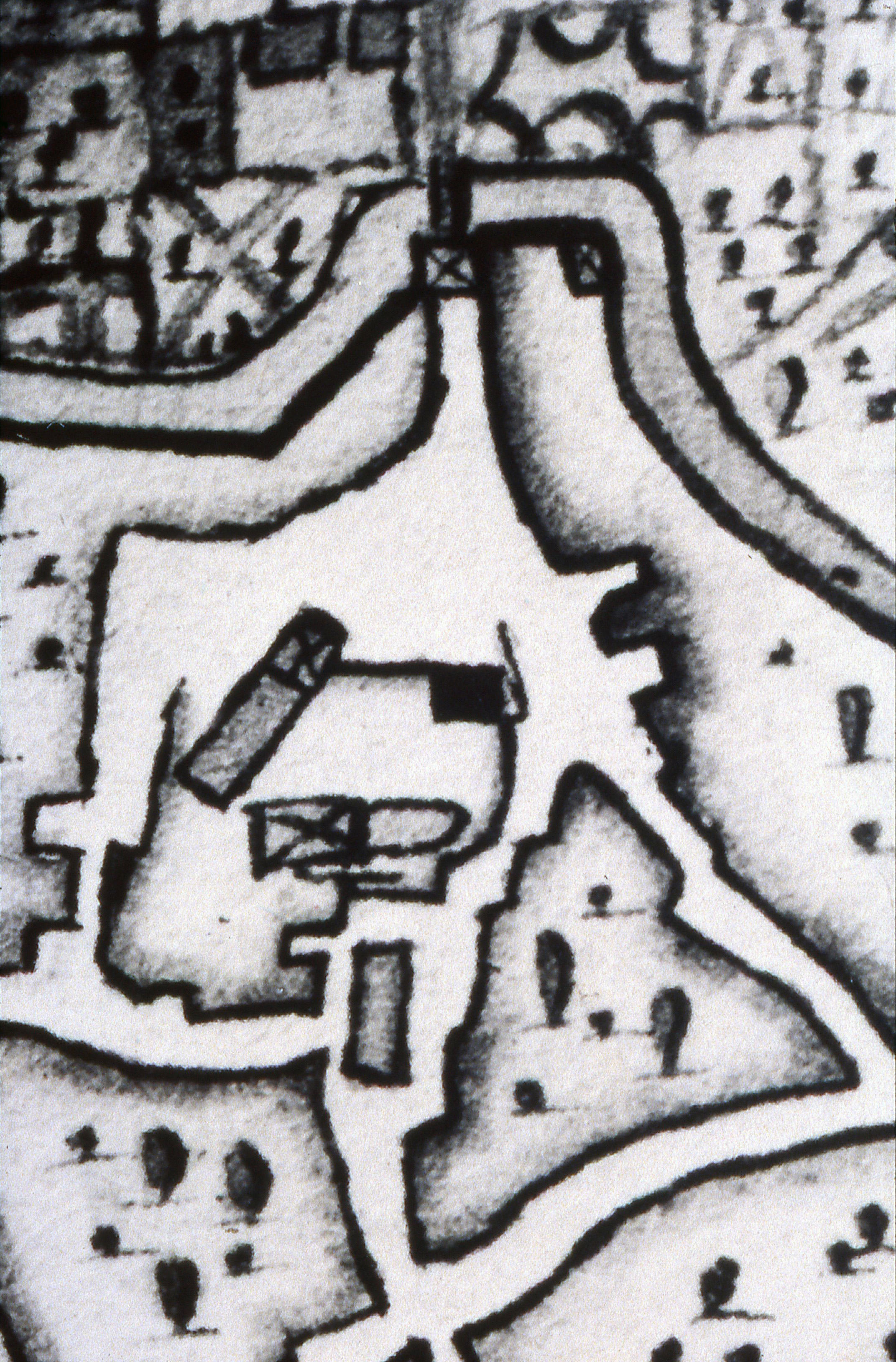
Détail du plan de 1610, montrant le quartier nord de Molsheim, où sont visibles, dans l'îlot central correspondant au cimetière fortifié, l'église saint-Georges (bâtiment dont la première partie est marquée d'une croix), la chapelle Saint-Michel (bâtiment longiforme partant en diagonale) et l'ossuaire (carré sombre en haut à droite).

### Église médiévale
Les premières études historiques tendent à montrer qu'une chapelle est construite en 1221 dans le noyau urbain originel de Molsheim. C'est cette chapelle, consacrée en 1315 à saint Georges, qui est détruite en 1530 pour faire place à l'église paroissiale,. Cette datation est le fait du chanoine Médard Barth, qui se fonde sur les documents de 1198 et 1221, mentionnant un cimetière fortifié et une église dîmière. Des études plus récentes montrent la présence d'un faisceau d'indices laissant présager que l'église paroissiale de Molsheim était en fait antérieure, et remonter aux années 1170-1180.
Quelle que soit la date de fondation, cette église est en tout cas une dépendance de l'église principale de Molsheim qui reste le Dompeter Cette situation perdure jusqu'au XIVe siècle. À une date inconnue, mais avant 1371, c'est Saint-Georges qui devient le siège de la paroisse de Molsheim.

### L'église gothique
En 1530, Wolfgang de Landsberg, Wilhelm d'Uttenheim, Samson de Rathsamhausen zum Stein et Ludwig Zorn de Bulach offrent conjointement cinquante florins pour la « reconstruction de l'église paroissiale » (« für den Aufbau der Pfarrkirche ». Toutefois, l'absence de témoignage plus précis et de documents iconographique du XVIe siècle ne permet pas de savoir s'il s'agit d'une restauration ou si ces travaux comportaient également un programme d'agrandissement. En revanche, les travaux de 1605, eux, concernent le Chœur (architecture) qui est agrandi afin de pouvoir accueillir la totalité du Grand Chapitre de la cathédrale de Strasbourg. Parmi toutes les églises alsaciennes, Saint-Georges était la seule à être dotée de deux paires de tours, à chaque extrémité de la nef. Deux petites tour rondes (« Schneckentürmlein ») encadraient en effet la façade, à l’ouest, et permettaient l'accès aux combles ; et deux clochers de plan carré à la base et octogonal ensuite, plus hauts et plus massifs, marquaient la limite entre nef (romane) et chœur (gothique). Ces deux clochers étaient en outre dotés de flèches et abritaient un carillon bien pourvu.
L'église est équipée avant 1615 d'un orgue. 
L'église, vétuste à la fin du XVIIIe siècle, est détruite vers 1780. C'est l'église des Jésuites qui devient alors église paroissiale et reprend la dédicace à saint Georges. Une des cloches de l'édifice, pesant quatre tonnes, est transportée dans la Tour des Forgerons où elle est toujours située.